# Heringita
Heringita is een geslacht van vlinders van de familie dominomotten (Autostichidae), uit de onderfamilie Holcopogoninae.

## Soorten
- H. amseli (Gozmány, 1954)
- H. dentulata (Gozmany, 1967)
- H. heringi Agenjo, 1953